# Институт теплофизики УрО РАН
ИТФ УрО РАН — Институт Теплофизики (ИТФ) Уральского отделения Российской академии наук. Расположен в городе Екатеринбурге.

## История
Отдел энергетики и автоматики Уральского филиала АН СССР организован в феврале 1959 года.
В 1968 году переименован в Отдел физико-технических проблем энергетики. Основные направления исследований созданного Отдела были сосредоточены на изучении магнито-гидродинамических воздействий на жидкие проводящие среды, разработке магнитогидродинамических электростанций и насосов пульсирующего поля для перекачки жидких металлов.
В 1972 году Отдел физико-технических проблем энергетики возглавил доктор физико-математических наук, профессор Владимир Павлович Скрипов. Ему удалось привлечь к научным исследованиям увлечённых наукой выпускников физико-технического факультета Уральского политехнического института (ныне Уральский государственный технический университет - УПИ имени первого Президента России Б.Н. Ельцина) и сформировать уральскую школу теплофизиков. Основные исследования были сосредоточены на изучении теплофизических свойств метастабильных жидкостей, кинетики фазовых превращений, процессов с участием метастабильных фаз. В эти годы были разработаны экспериментальные методы и созданы установки для изучения кинетики вскипания и кристаллизации метастабильных жидкостей. Для большого числа жидкостей различной природы (криогенные жидкости, растворы, полимеры, химически реагирующие системы), исследована зависимость скорости роста центров парообразования от температуры и давления. Изучены эффекты инициирования вскипания перегретой жидкости ионизирующим излучением, акустическими полями, примесями. Установлено существование ударного режима парообразования, барокапиллярной неустойчивости перегретой жидкости, взрывного зарождения центров кристаллизации в переохлаждённой жидкости. Выполнен комплекс исследований теплофизических свойств перегретых жидкостей (р,p,Т – свойства, изохорная и изобарная теплоёмкость, скорость поглощения ультразвука, вязкость, теплопроводность и др.).
Со временем школа стала признанным лидером в изучении метастабильных фазовых состояний. В 1981 году профессор В.П. Скрипов за работы по физике метастабильных состояний был удостоен премии АН СССР им. И.И. Ползунова.
Наряду с традиционными для Отдела работами были инициированы исследования в области высокотемпературной теплофизики, двухфазных теплопередающих устройств с капиллярной прокачкой теплоносителя, системным исследованиям в энергетике, энергосбережению. Продолжены исследования неравновесных процессов, обнаружена генерация интенсивного фликкер-шума при теплообмене сверхпроводящих плёнок с жидким теплоносителем. 
В феврале 1988 года на базе Отдела физико-технических проблем энергетики организован Институт теплофизики Уральского отделения АН СССР (в дальнейшем Уральского отделения Российской Академии наук).
Институт участвует в выполнении Программ фундаментальных исследований Президиума РАН и Отделения ЭММПУ РАН, интеграционных проектов с Сибирским и Дальневосточным отделениями РАН.
В 1999 группа ведущих научных сотрудников (В.Г. Байдаков, Г.В. Ермаков, В.П. Коверда, Ю.Ф. Майданик, П.А. Павлов, Е.Н. Синицын (посмертно)) во главе с академиком В.П. Скриповым за цикл работ «Метастабильные состояния жидкости: фундаментальные исследования и приложения к энергетике» была удостоена Государственной премии Российской Федерации в области науки и техники.
В настоящее время в составе института функционируют пять лабораторий, в которых работает 37 научных сотрудников, в том числе 1 член-корреспондент РАН, 10 докторов и 21 кандидат наук.
В институте выполнен ряд важных прикладных работ.
В содружестве с АО «Уралтеплоэлектропроект» и АО «Уралтехэнерго» институт разработал газотурбинные расширительные станции, использующие избыточное давление природного газа для выработки электроэнергии. С 2002 такая опытно-промышленная станция введена в эксплуатацию на Среднеуральской ГРЭС (АО «Свердловэнерго»).
В институте разработаны магнито-гидродинамические насосы для перекачивания жидких металлов, высокоэффективные теплопередающие устройства – контурные тепловые трубы, которые использованы в системах терморегулирования космических аппаратов «Обзор», «Марс-96» и др.
На основе результатов, полученных группой системных исследований, даны рекомендации для ежегодных аналитических докладов (1999-2002 г.г.) в Совет безопасности РФ.
В последние годы успешно развивается научное сотрудничество с университетами США, Германии и Тайваня, заключён и выполняется ряд контрактов с зарубежными организациями: Международный научно-технический центр, Китайская академия космических технологий, корпорация TRW (США), корпорация MBDA (Франция), корпорация Airbus (Германия).
Институт провёл четыре Российских (ранее всесоюзных) совещания по физике метастабильных фазовых состояний, а в 2002 году Международную конференцию по тепловым трубам с участием представителей 21 страны. Институт входит в число организаторов ежегодной молодёжной конференции (СПФКС-9, СПФКС-10).
Сотрудниками института издано 12 монографий по теплофизике, ежегодно публикуется более 30 научных статей в отечественных и зарубежных журналах. Более тридцати лет издаются сборники научных трудов, которые с 1997 г. выходят под одним названием «Метастабильные состояния и фазовые переходы» (вып. 1-9).

## Основные научные направления
- Неравновесные процессы с фазовыми превращениями

- Теплофизические свойства веществ в стабильных и метастабильных фазовых состояниях.

- Теплопередача в энергонапряжённых процессах и повышение надёжности в энергетики.

## Научные подразделения
- Лаборатория фазовых переходов и неравновесных процессов (заведующий лабораторией чл.-корр. РАН, д.ф.-м.н. В. П. Коверда).  Архивная копия от 6 марта 2016 на Wayback Machine
 Основные направления исследований:
  - Кинетика фазового перехода жидкость-кристалл в переохлаждённых жидкостях;
  - Динамика критических флуктуаций и фликкер-шум в процессах тепломассообмена с фазовыми переходами;
  - Предельные режимы во вскипающих потоках перегретой жидкости;
  - Исследование термодинамического подобия при фазовых переходах первого рода в широкой области термодинамических переменных, включая метастабильные состояния веществ.

- Лаборатория быстропротекающих процессов и физики кипения (заведующий лабораторией д.ф.-м.н. П. А. Павлов).  Архивная копия от 7 марта 2016 на Wayback Machine
 Основные направления исследований:
  - Компьютерное моделирование начальной стадии взрывного вскипания;
  - Разработка методов измерения термодинамических и переносных свойств термически неустойчивых конденсированных веществ;
  - Парообразование в жидкостях при быстром перегреве, растяжении или пересыщении газом;
  - Теплоперенос в процессах импульсного энергетического воздействия на вещество, сопровождаемого взрывным пристеночным парообразованием и термодеструкцией;
  - Измерение частоты флуктуационного зародышеобразования в ударном режиме кипения;
  - Измерение термодинамических критических параметров термонестабильных веществ.

- Лаборатория энергетики и криогеники (заведующий лабораторией д.ф.-м.н. В. Г. Байдаков).  Архивная копия от 13 марта 2014 на Wayback Machine
 Основные направления исследований:
  - Кинетика вскипания криогенных жидкостей и их растворов;
  - Теплофизические свойства криогенных жидкостей и их растворов в стабильном и метастабильном состояниях;
  - Компьютерное моделирование начальной стадии фазовых переходов, исследование устойчивости метастабильных фаз;
  - Поверхностные явления в малых системах;
  - Системные исследования эффективности развития региональных энергетических комплексов;
  - Теплофизические основы ресурсосберегающих технологий в энергетике.

- Лаборатория теплопередающих устройств (заведующий лабораторией д.т.н. Ю. Ф. Майданик).  Архивная копия от 22 июля 2014 на Wayback Machine
 Основные направления исследований:
  - Разработка двухфазных теплопередающих устройств;
  - Создание капиллярно-пористых материалов на основе мелкодисперсных металлических порошков;
  - Исследование теплообмена при конденсации в стеснённых условиях;
  - Математическое моделирование процессов теплопередачи в двухфазных теплопередающих устройствах;
  - Системы терморегулирования и охлаждения электроники и компьютерной техники.

- Лаборатория высокотемпературных измерений (заведующий лабораторией д.ф.-м.н. И. Г. Коршунов).  Архивная копия от 5 марта 2016 на Wayback Machine
 Основные направления исследований:
  - Измерения теплофизических свойств металлов и сплавов с неупорядоченной структурой на образцах малых размеров;
  - Исследования теплофизических свойств металлов и сплавов в интервале температур от 600К до 3000К;
  - Разработка бесконтактных методов измерения локальных теплофизических свойств слоистых и неоднородных материалов – «Оптическая тепловая микроскопия»;
  - Разработка технических средств для импульсных измерений.

## Учёные
В настоящий момент в ИТФ УрО РАН работают члены-корреспонденты РАН:
- Коверда, Владимир Петрович — заведующий лабораторией, член-корр. РАН

Коллектив Института в настоящее время включает в себя более 100 человек, в том числе 80 научных сотрудников. Кроме указанных выше учёных, в настоящее время в институте работает 16 докторов наук и 40 кандидатов наук.[уточнить]

## Руководство института
- Директор института — д.ф.-м.н. А.В. Виноградов (с 2019 года)[2]
- Зам. директора по научным вопросам — к.ф.-м.н. М.С. Захаров
- Учёный секретарь — к.т.н. П.Е. Мезенцев
- Зам. директора по общим вопросам — Р. Г. Исмагилов

## Учёный совет
- Байдаков Владимир Георгиевич (председатель) — доктор физико-математических наук, директор института теплофизики УрО РАН
- Файзуллин Марс Закиевич (зам председателя) — доктор физико-математических наук, зам. директора института по научным вопросам
- Волосников Дмитрий Владимирович (секретарь) — кандидат физико-математических наук, учёный секретарь института
- Бабушкин Алексей Николаевич — доктор физико-математических наук, декан физического факультета Уральского государственного университета им. А. М. Горького
- Виноградов Владимир Егорович — доктор физико-математических наук, старший научный сотрудник
- Ермаков Герман Викторович — доктор физико-математических наук, заведующий лабораторией
- Коверда Владимир Петрович — член-корреспондент, доктор физико-математических наук, заведующий лабораторией
- Майданик Юрий Фольевич — доктор технических наук, заведующий лабораторией
- Мызин Анатолий Леонидович — доктор технических наук, профессор кафедры АЭС УГТУ-УПИ
- Никитин Евгений Дмитриевич — доктор физико-математических наук, ведущий научный сотрудник
- Павлов Павел Алексеевич — доктор физико-математических наук, заведующий лабораторией
- Проценко Сергей Павлович — кандидат физико-математических наук, старший научный сотрудник
- Решетников Александр Васильевич — доктор физико-математических наук, ведущий научный сотрудник
- Скоков Вячеслав Николаевич — доктор физико-математических наук, ведущий научный сотрудник
- Скрипов Павел Владимирович — доктор физико-математических наук, ведущий научный сотрудник